# Nisοi Christiana (ta)
Nisοi Christiana (ta) este o arie protejată (arie de protecție specială avifaunistică — SPA) din Grecia întinsă pe o suprafață de 142,78 ha, integral pe uscat.

## Localizare
Centrul sitului Nisοi Christiana (ta) este situat la coordonatele 36°15′00″N 25°12′12″E / 36.249882°N 25.203351°E.

## Înființare
Situl Nisοi Christiana (ta) a fost declarat arie de protecție specială avifaunistică în octombrie 2001 pentru a proteja 17 specii de animale.

## Biodiversitate
Situată în ecoregiunile marină mediteraneană și mediteraneană, aria protejată nu include niciun habitat protejat.
La baza desemnării sitului se află mai multe specii protejate de  păsări (17): fâsă-de-câmp (Anthus campestris), lăstunul mare (Apus apus), caprimulg (Caprimulgus europaeus), lăstun de casă (Delichon urbicum), Emberiza caesia, Falco eleonorae, șoim călător (Falco peregrinus), rândunică (Hirundo rustica), pescăruș sur (Larus canus), codobatura galbenă (Motacilla flava), grangur (Oriolus oriolus), vrabie negricioasă (Passer hispaniolensis), Phalacrocorax aristotelis desmarestii, corcodel mare (Podiceps cristatus), corcodel-cu-gât-negru (Podiceps nigricollis), turturică (Streptopelia turtur), Tachymarptis melba.